# Ондіріс (Зерендинський район)
Онді́ріс (каз. Өндіріс) — село у складі Зерендинського району Акмолинської області Казахстану. Входить до складу Байтерецького сільського округу.
Населення — 34 особи (2021; 43 у 2009, 103 у 1999, 130 у 1989).
Національний склад станом на 1989 рік:
- казахи — 100 %.

У радянські часи село також називалось Ундіріс.